# Thiên Nhẫn (dãy núi)

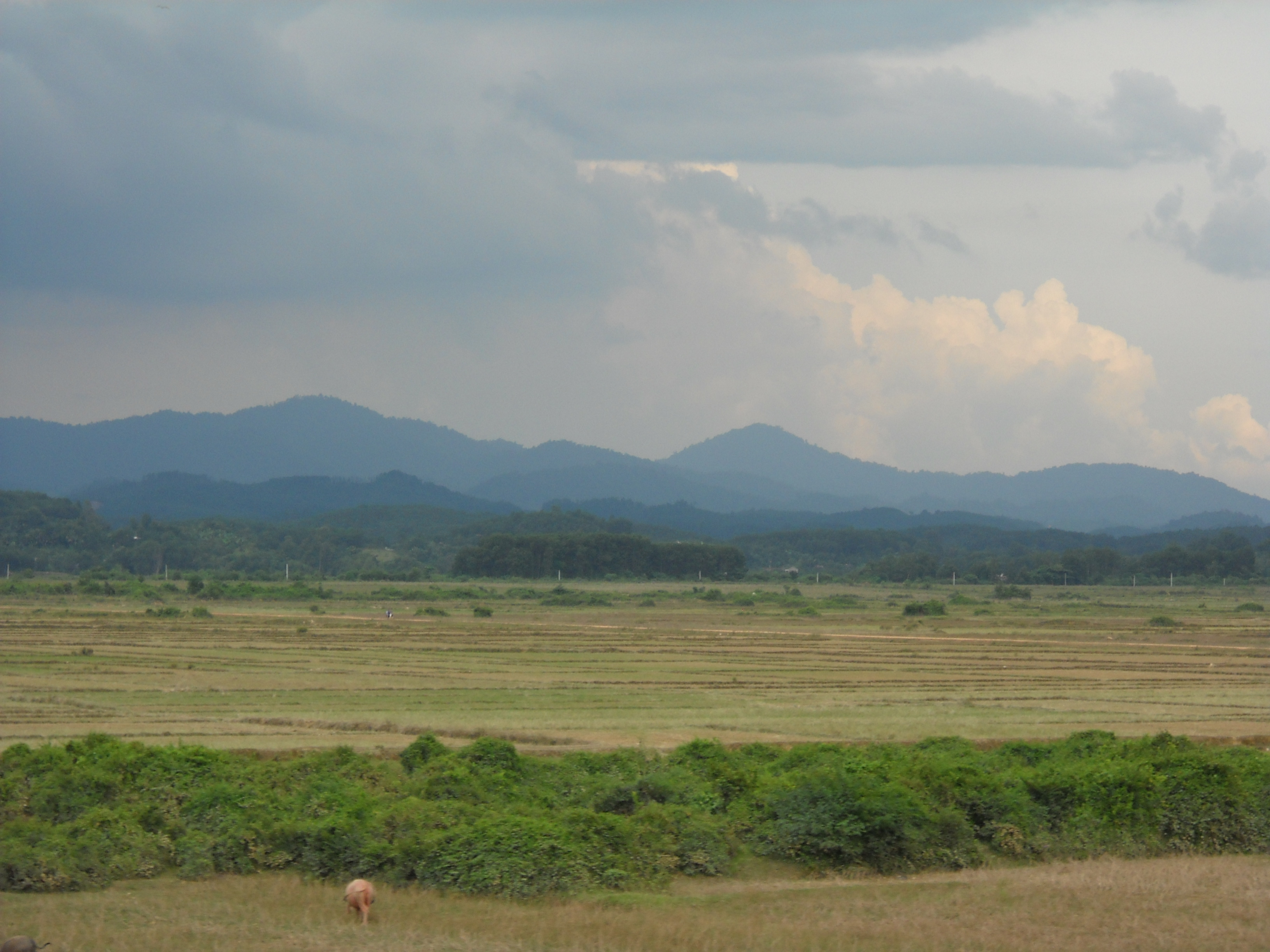
Dãy núi Thiên Nhẫn, đoạn ở Đức Thọ, Hà Tĩnh

Thiên Nhẫn là tên một dãy núi nằm giáp ranh giữa các huyện Hương Sơn, Đức Thọ của tỉnh Hà Tĩnh với huyện Thanh Chương và Nam Đàn tỉnh Nghệ An. Trong cuộc kháng chiến chống quân nhà Minh thế kỷ 15, sau khi rút quân vào vùng này, Lê Lợi đã xây dựng trên núi Thiên Nhẫn một thành đá chạy dài hàng trăm mét gọi là thành Lục Niên. Dấu vết còn lại của thành Lục Niên hiện nay là một dãy đá được xếp dựng đứng trên đỉnh núi. Sau cuộc kháng chiến thành công nhân dân Sơn Tân đã xây dựng một đền thờ các vị anh hùng dân tộc ngay bên bờ sông Ngàn Phố gọi là đền Trúc. Năm 2004, đền Trúc đã được bộ Văn hóa Thông tin công nhận là di tích lịch sử văn hoá cấp quốc gia.
Tại dãy núi Thiên Nhẫn, còn có danh thắng khe Bò Đái. Khe Bò Đái thuộc xã Nam Tân, huyện Nam Đàn, tỉnh Nghệ An. Khe Bò Đái chảy thành thác ở phía bắc ngọn núi Đông Chủ trong dãy Thiên Nhẫn